# Chartreuse Sainte-Catherine-au-Mont-Sinaï de Kiel à Anvers
Ne doit pas être confondu avec Monastère Sainte-Catherine du Sinaï.
Pour les articles homonymes, voir Sainte-Catherine.
La chartreuse Sainte-Catherine-au-Mont-Sinaï de Kiel à Anvers (en néerlandais : Sint-Catharina-op-de-berg-Sinaï op het Kiel bij Antwerpen ; en latin : Cartusia Sanctæ Catharinæ Lyræ) est un monastère ayant existé entre 1324 et 1783.
La chartreuse est fondée en 1324 à Kiel (nl), dans un faubourg d'Anvers, incorporée dans l'ordre des Chartreux en 1336 puis reconstruite à Lierre en 1544, dans la province d'Anvers, en Belgique.

## Historique

### Période Kiel
La chartreuse est fondée en 1323-1324 par Steven Wilmaers et Arnold van Hovorst. Le premier prieur est Jan van Boechout. La chartreuse est construite près d’une chapelle consacrée à Sainte-Catherine, chapelle utilisée par les chartreux comme église de 1325 à 1337. L’incorporation dans l’ordre des chartreux a lieu en 1336.
Pendant le schisme d’Occident, elle obéit au pape d’Avignon. Au XVe siècle et au début du XVIe siècle, la chartreuse fait de grandes acquisitions de terres et on continue à construire de nouveaux bâtiments. La maison soutient les fondations de Bruxelles et de Louvain.
Au XVIe siècle, la situation financière est tellement difficile qu’on est contraint de vendre la seigneurie de Kiel ; les impôts de Charles Quint sont lourds. La chartreuse est incendiée en 1542 pour des raisons stratégiques.

### Période Lierre
Les moines n’obtiennent pas la permission de s’établir en ville et partent en 1543 pour Lierre, où l'on commence la construction d'un nouveau monastère. Après avoir hébergé provisoirement les religieux du Mont-Sainte-Gertrude en 1573, les chartreux se voient obligés d'abandonner la maison en 1580, à cause des Gueux. Le prieuré est conservé ; les moines rentrent en 1584. En 1595, ils doivent de nouveau fuir à cause de la prise de Lierre par le gouverneur de Breda.
La maison est prospère au XVIIe siècle, et décline au XVIIIe siècle. En 1714, l'église est  transformée en réfectoire ; la construction de la nouvelle église est terminée en 1718. La maison est supprimée en 1783 par l'édit de Joseph II.

## Communauté des religieux

### Quelques prieurs
- 1359-1365 : Nicolas Helminey (†1389), profès de la Grande Chartreuse, écrivain ecclésiastique, prieur de la chartreuse d'Anvers (1359-1365 ou 1386-1389).
- 1434 : Thierry Teerlinck de Helmond (Dirk Terlinc), premier visiteur de la province de Picardie, fondateur de la chartreuse de Zierikzee.
- 1504-1517 : Hermannus Sneeck (†1531), profès de Kiel, sacristain, vicaire, recteur et prieur de Kiel, convisiteur de la province de Teutonie (1513-1517).
- 1608 : Guillaume Willems (†1625), prieur de Lierre en 1608, puis recteur de Sainte-Sophie-de-Constantinople qu'il a édifié[2].
- 1630-1633 : Henri van Breuseghem (†1658), prieur à Bois-Saint-Martin jusqu'en 1630.
- 1662-1666 :  Hugues Gaethoffs (†1695), prieur à Bois-Saint-Martin (1659-1662), à Sainte-Sophie (1666-1669), à Zelem (1672-1679) et à Bruxelles (1679-1695)[2].
- 1666- :  Pierre-Antoine van Pecque (Pecquius) (1614-1679), prieur de Zelem en 1652, de Hérinnes en 1654, de Valenciennes en 1658 , de Sainte-Sophie (1664-1666), convisiteur de la province de Picardie[2].
- 1745-1749 : Joseph van Craenbroeck (†1749), prieur de Hérinnes (1728-1733), de Sainte-Sophie(1733-1735) et de nouveau Hérinnes (1735-1745), convisiteur et visiteur de la province[2].
- Dates inconnues : Théodore Teerlinck, prieur pendant quarante ans

### Moine célèbre
- Guillaume Van Branteghem, écrivain ecclésiastique de la première moitié du XVIe siècle[3].